# Барон Вивиан
Барон Вивиан из Глинна и Труро в графстве Корнуолл — наследственный титул в системе Пэрства Соединенного Королевства. Он был создан 19 августа 1841 года для британского военачальника, сэра Ричарда Хасси Вивиана, 1-го баронета (1775—1842). 19 января 1828 года для него уже был создан титул баронета из Труро в графстве Корнуолл. Хасси Вивиан имел чин генерал-лейтенанта британской армии. Он заседал в Палате общин Великобритании от Труро (1820—1826), Виндзора (1826—1831) и Восточного Корнуолла (1837—1841), занимал посты главнокомандующего в Ирландии (1831—1836) и генерал-фельдцейхмейстера (1835—1841). Его старший сын, Чарльз Креспинги Вивиан, 2-й барон Вивиан (1808—1886), представлял Бодмин в Палате общин (1835—1842) и служил в качестве лорда-лейтенанта Корнуолла (1856—1877). Его сын, Хасси Креспигни Вивиан, 3-й барон Вивиан (1834—1893), был дипломатом. Он являлся послом Великобритании в Египте (1873—1874, 1876—1879), Валахии и Молдавии (1874—1876), Швейцарии (1879—1881), Дании (1881—1884), Бельгии (1884—1892) и Италии (1892—1983). Правнук последнего, Николас Криеспигни Лоуренс Вивиан, 6-й барон Вивиан (1935—2004), был военным и консервативным членом Палаты лордов. Лорд Вивиан был одним из девяноста избранных наследственных пэров, которые остались в Палате лордов после принятия Акта Палаты лордов 1999 года. 
По состоянию на 2025 год носителем титула являлся его единственный сын, Чарльз Криспигни Хасси Вивиан, 7-й барон Вивиан (род. 1966), который стал преемником своего отца в 2004 году.
Генерал сэр Роберт Джон Хасси Вивиан (1802—1887), внебрачный сын первого барона Вивиана, также был крупным военным. Другим членом семьи Вивиан был Генри Хасси Вивиан, 1-й барон Суонси (1821—1894). Он был сыном промышленника Джона Генри Вивиана (1785—1855) и племянником 1-го барона Вивиана. Младшим братом лорда Суонси был промышленник и либеральный политик, сэр Артур Вивиан (1834—1926).
Традиционная резиденция баронов Вивиан — Глинн-хаус, недалеко от Кардинхема, графство Корнуолл. Дом был приобретен 1-м бароном Вивианом.

## Бароны Вивиан (1841)
- 1841—1842: генерал-лейтенант (Ричард) Хасси Вивиан, 1-й барон Вивиан (28 июля 1775 — 20 августа 1842), старший сын промышленника Джона Вивиана (1750—1826)[1];
- 1842—1886: Чарльз Креспиньи Вивиан, 2-й барон Вивиан[англ.] (24 декабря 1808 — 24 апреля 1886), старший сын предыдущего[2];
- 1886—1893: Хасси Креспиньи Вивиан, 3-й барон Вивиан[англ.] (19 июня 1834 — 21 октября 1893), старший сын предыдущего от первого брака[3];
- 1893—1940: Джордж Креспиньи Брабазон Вивиан, 4-й барон Вивиан (21 января 1878 — 28 декабря 1940), единственный сын предыдущего[4];
- 1940—1991: Энтони Креспиньи Клод Вивиан, 5-й барон Вивиан (4 марта 1906 — 24 июня 1991), единственный сын предыдущего от первого брака[5];
- 1991—2004: бригадир Николас Креспиньи Лоуренс Вивиан, 6-й барон Вивиан[англ.] (11 декабря 1935 — 26 февраля 2004), старший сын предыдущего[6];
- 2004 — настоящее время: Чарльз Креспиньи Хасси Вивиан, 7-й барон Вивиан (род. 20 декабря 1966), единственный сын предыдущего от первого брака[7];
  - Наследник титула: Томас Креспиньи Брабазон Вивиан (род. 17 января 1971), единственный сын достопочтенного Виктора Энтони Ральфа Брабазона Вивиана (1940—2013), двоюродный брат предыдущего[8].